# Medal Australijski Antarktyczny
Medal Australijski Antarktyczny (ang. Australian Antarctic Medal, skr. AAM) – australijskie odznaczenie cywilne, ustanowione 2 czerwca 1987 i przyznawane za znaczące dokonania naukowe w dziedzinie badań antarktycznych. W Australii zastąpiło ono brytyjski (obowiązujący także w pozostałych krajach Wspólnoty) Medal Polarny.
Osoby odznaczone tym medalem mają prawo umieszczać po swoim nazwisku litery „AAM”. Medale są nadawane corocznie 21 czerwca – w dzień przesilenia zimowego na południowej półkuli.
Medal mogą otrzymać osoby nie posiadające obywatelstwa australijskiego, ale zasłużone dla australijskich badań w Antarktyce. Odznaczenie może być nadane pośmiertnie.
W hierarchii australijskich odznaczeń miejsce przed nim zajmuje australijski Medal Służby Znamienitej, a za nim brytyjski Medal Królowej dla Policji za Dzielność (nadany do 5 października 1992), albo australijska Pochwała za Dzielność.

## Insygnia
Oznaka medalu ma kształt oktagonu wykonanego z nowego srebra, z sześciokątnym ornamentem przedstawiającym płatek śniegu (kryształek lodu) przymocowanym do zawieszki. Na awersie medalu widnieje południowa półkula ziemska z Australią i Antarktydą. Wokół niej napis: FOR OUTSTANDING SERVICE IN THE ANTARCTIC (ZA WYBITNĄ SŁUŻBĘ W ANTARKTYCE). Na rewersie widnieje pochylona postać polarnika w zamieci śnieżnej, trzymającego czekan. W tle widać zabudowania Chat Mawsona (Mawson’s Huts) – pierwszej australijskiej bazy polarnej z początków XX w.
Medal jest zawieszony, poprzez prostokątną zawieszkę, na wstążce (szer. 32 mm) o barwie śnieżnobiałej, która łagodnie (poprzez cieniowanie) przechodzi w dwa wąskie granatowe paski na krawędziach.
Kolejne nadania medalu są oznaczane na wstążce za pomocą metalowego okucia w postaci belki (bar) z datą roczną, odzwierciedlającą okres przebywania w Antarktyce; zaś na baretce – sześciokątnym ornamentem przedstawiającym płatek śniegu (kryształek lodu – ice-crystal device).